# Walmart Soundcheck (Ashley Tisdale)
Walmart Soundcheck è un EP contenente le performance live di sei canzoni provenienti dall'album Guilty Pleasure di Ashley Tisdale. L'EP è stato pubblicato il 1º agosto 2009 dai Warner Bros. Records nel solo formato di download digitale.

## Tracce
1. Hair (Warren Felder, Andrew Wansel, Chasity Nwagbara) - 3:06
2. Hot Mess (Warren Felder, Heather Bright) - 3:27
3. It's Alright, It's OK (Niclas Molinder, Joacim Persson, David Jassy, Johan Alkenäs) - 3:01
4. Masquerade (Leah Haywood, Daniel James, Shelly Peiken) - 3:03
5. Tell Me Lies (Jess Cates, Emanuel Kiriakou, Frankie Storm) - 3:37
6. What If (Ashley Tisdale, Kara DioGuardi, Joacim Persson, Johan Alkenas, Niclas Molinder) - 4:41